# Jack, jakiego nie znacie
Jack, jakiego nie znacie (ang. You Don't Know Jack) – amerykański film biograficzny z 2010 roku w reżyserii Barry’ego Levinsona. Przedstawia on biografię kontrowersyjnego lekarza Jacka Kevorkiana.

## Fabuła
Stany Zjednoczone. Doktor Jack Kevorkian (Al Pacino) otwarcie opowiada się za prawem do eutanazji dla nieuleczalnie chorych. Od lat 80. prowadzi kampanię na rzecz jej zalegalizowania. Sam przyczynia się do 130 tzw. samobójstw wspomaganych. Jego sprawa trafia w końcu do sądu.

## Obsada
- Al Pacino jako Dr Jack Kevorkian
- Susan Sarandon jako Janet Good
- John Goodman jako Neal Nicol
- Danny Huston jako Geoffrey Fieger
- Brenda Vaccaro jako Margo Janus
- Eric Lange jako John Skrzynski
- Delaney Williams jako detektyw
- Allen Lewis Rickman jako doktor Ljubisa Dragovic
- Jabari Gray jako zastępca szeryfa
- Peter Conboy jako zastępca szeryfa z okręgu Oakland
- George Aloi jako Sława na czerwonym dywanie
- Adam Mucci jako David Gorosh
- Amy Hohn jako Nadine Trammell
- Angela Pierce jako Keenie
- Jeremy Bobb jako David Rivlin

i inni